# منحنى تعاقد
في الاقتصاد الجزئي، يكون منحنى التعاقد (بالإنجليزية: Contract curve)‏ مجموعة من النقاط التي تمثل المخصصات النهائية لسلعتين بين شخصين يمكن أن تحدث نتيجة للتجارة المفيدة التبادلية بين أولئك الشخصين بالنظر إلى المخصصات الأولية للسلع. تشكل جميع النقاط على هذا الموقع تخصيصات أمثلية باريتو، ما يعني أنه لا يوجد من أي من هذه النقاط إعادة تخصيص يمكن أن تجعل أحد الأشخاص أكثر رضا عن تخصيصه دون جعل الشخص الآخر أقل رضا. يعد منحنى التعاقد مجموعة فرعية من نقاط باريتو المثلى التي يمكن الوصول إليها من خلال التداول من حيازات الأشخاص الأولية للسلعتين. رُسم المنحنى في مخطط صندوق إدجورث، حيث يُقاس تخصيص كل شخص عموديًا لسلعة واحدة وأفقيًا للسلعة الأخرى من نقطة الأصل لذلك الشخص (نقطة التخصيص صفر لكلتا السلعتين)، وتكون نقطة أصل أحد الشخصين هي الزاوية اليسرى السفلى من صندوق إدجورث، ونقطة الأصل للشخص الآخر هي الزاوية اليمنى العلوية من الصندوق. تمثَل الهبات الأولية (مخصصات البداية للسلعتين) بنقطة في المخطط، وسيتبادل الاثنان البضائع مع بعضهما البعض حتى لا يكون من الممكن إجراء المزيد من الصفقات ذات المنفعة المتبادلة. تكون مجموعة النقاط التي يمكن من حيث المفهوم أن يتوقفا عندها هي النقاط على منحنى التعاقد. غير أن بعض المؤلفين يعرّفون منحنى التعاقد على أنه موقع باريتو الأمثل بأكمله من أحد نقاط الأصل إلى نقطة الأصل الأخرى.
يقع أي توازن والراسي (توازن تنافسي) على منحنى التعاقد. كما هي الحال مع كل النقاط التي تتسم بأمثلية باريتو، فإن كل نقطة على منحنى التعاقد تشكل نقطة التماس بين منحنى السواء لأحد الشخصين ومنحنى السواء للشخص الآخر. بالتالي، على منحنى التعاقد، يكون معدل الاستبدال الهامشي ذاته لكلا الشخصين.

## مثال
افترض وجود اقتصاد بين فردين، أوكتافيو وآبي، اللذين يستهلكان سلعتين X وY واللتين توجد منهما إمدادات ثابتة. بالإضافة إلى ذلك، افترض أن هناك توزيعًا أوليًا (هبة) للسلع بين أوكتافيو وأبي، وليكن لكل منهما أفضليات منظمة (محدبة) ممثلة بمنحنيات السواء المحدبة تجاه نقطتي الأصل لكل منهما. إذا لم يكن التخصيص الأولي عند نقطة التماس بين منحنى السواء لأوكتافيو ومنحنى السواء لآبي، فإن هذا التخصيص الأولي يجب أن يكون عند نقطة تقاطع منحنى السواء لأوكتافيو مع منحنى آبي. يشكل منحنيا السواء هذين شكل عدسة، مع وقوع التخصيص الأولي عند أحد زاويا العدسة. سوف يختار أوكتافيو وآبي إجراء صفقات تبادلية مفيدة، أي أنهما سوف يتاجران حتى نقطة أفضل (بعيدًا عن الأصل) في منحنى السواء لكليهما. ستكون هذه النقطة داخل العدسة، وسيكون المعدل الذي سيتم به تداول سلعة واحدة مقابل الأخرى بين المعدل الهامشي لاستبدال أوكتافيو ومعدل استبدال آبي. بما أن العمليات التجارية ستزود دائمًا كلا الشخصين بكمية أكثر من أحد السلعتين وكمية أقل من الأخرى، فإن التداول يؤدي إلى التوجه إلى الأعلى وإلى اليسار، أو إلى الأسفل وإلى اليمين، في المخطط.
سيواصل الشخصان التجارة طالما أن معدل الاستبدال الهامشي لكل منهما (القيمة المطلقة لميل منحنى السواء للشخص عند تلك النقطة) يختلف عن معدل استبدال الشخص الآخر عند المخصصات الحالية (وفي هذه الحالة، ستكون هناك نسبة تداول مقبولة لأحد السلع مقابل الأخرى، بين معدلات استبدال هامشية مختلفة). عند نقطة حيث يعادل معدل استبدال الهامشي لأوكتافيو معدل استبدال الهامشي لآبي، لا يمكن أن يكون هناك تبادل يعود بالفائدة على الطرفين. تسمى هذه النقطة بتوازن باريتو الأمثل. في صندوق إدجورث، تصبح نقطة في منحنى السواء لأوكتافيو مماسًا لمنحنى السواء لآبي، وهي داخل العدسة التي تكونت من خلال تخصيصاتهم الأولية.
هكذا، فإن منحنى التعاقد، أي مجموعة النقاط التي يمكن لأوكتافيو وآبي أن ينتهيا عندها، هو مقطع من موقع باريتو الأمثل الموجود داخل العدسة التي تشكلت من المخصصات الأولية. لا يمكن للتحليل تحديد أي نقطة معينة سينتهيان عندها على طول منحنى التعاقد، وهذا يعتمد على مهارات المساومة لدى شخصين.